# Blanka Stárková
Blanka Stárková (* 9. října 1944 Praha) je česká překladatelka ze španělštiny, redaktorka, dramaturgyně a moderátorka Českého rozhlasu.

## Život
V roce 1962 maturovala na Střední uměleckoprůmyslové škole v Praze. V letech 1962–1968 studovala obor španělština – výtvarná výchova na Filozofické fakultě Univerzity Karlovy. Od roku 1970 pracuje v Československém, nyní Českém rozhlasu. Působila v redakci španělského vysílání pro zahraničí. V letech 1984–1989 studovala na Fakultě žurnalistiky Univerzity Karlovy a studium zakončila doktorátem. Od roku 1990 pracovala v hlavní redakci literárně dramatického vysílání. V letech 1999–2002 byla šéfredaktorkou stanice Český rozhlas 3 – Vltava. Od roku 2002 pracuje v redakci dokumentu a speciálních projektů téže stanice.
Překládá ze španělštiny.

## Dílo

### Překlady
- Javier Cercas: Vojáci od Salaminy, román (Soldados de Salamina, Praha, Mladá fronta 2004)
- Julio Cortázar: Výherci, román, (Premios, Praha, Garamond, 2007, ISBN 978-80-86955-59-9
- Miguel Delibes: Podobenství o trosečníkovi, novela (Parábola del náufrago; Praha, Odeon 1986)
- Elena Fortún: Celie si vymýšlí, próza pro děti (Celia lo que dice; Bratislava, INA 1995)
- Elena Fortún: Celie spisovatelkou, próza pro děti (Celia novelista; Bratislava, INA 1996)
- Gabriel García Márquez: Dobrý Blacamán, prodavač zázraků, povídka (El buen Blacamán, vendedor de milagros; Světová literatura, 1/1980)
- Gabriel García Márquez: Jeden z těchto dní, povídka (Uno de estos días; Světová literatura, 1/1980)
- Gabriel García Márquez: Láska za časů cholery, román (El amor en los tiempos del cólera; Praha, Odeon 1988)
- Gabriel García Márquez: Montielova vdova, povídka (La vidua de Montiel; Světová literatura, 1/1980)
- Gabriel García Márquez: Na paměť mým smutným courám, novela (Memoria de mis putas tristes, Praha, Euromedia group k.s. – Odeon 2004)
- Gabriel García Márquez: V tomhle městečku se nekrade (povídky ze souborů Los funerales de la Mamá Grande / La increíble y triste historia de la cándida Eréndira y de suabuela desalmada, Praha, Odeon 1979, + spolu s Hanou Posseltovou)
- Gabriel García Márquez, Plinio Apuleyo Mendoza: Vůně gujávy (rozhovory, Kmen 25-35/1983)
- Gabriel García Márquez: Zpověď trosečníka, novela (Relato de un náufrago, Praha, Euromedia Group k.s. – Odeon 2004)
- Carmen Laforet: Nic (Nada; Praha, R, Odeon 1984)
- Javier Marías: Srdce tak bílé, román (Corazón tan blanco, Praha, BB/art 2004)
- Javier Marías: Všechny duše, román (Todas las almas, Praha, BB/art 2007)
- Javier Marías: Černá záda času, román (Negra espalda del tiempo, Praha, BB/art 2009)
- Javier Marías: Zamilovanosti, román (Negra espalda del tiempo, Praha/Litomyšl, Paseka 2015)
- Abel Posse: Evita, román (La pasión según Eva; Praha, Nakladatelství Lidové noviny 1996)
- Abel Posse: Psi z ráje, román (Los perros del paraíso; R, Praha, Odeon 1993)
- Alfonso Sastre: Fantastická tragédie o cikánce Celestině, divadelní hra (Tragedia fantástica de la gitana Celestina; Praha, Dilia 1985)
- Reglá Ubieto – Seco Jover: Dějiny Španělska (Introducción a la Historia de Espaňa; LF, Praha, Nakladatelství Lidové noviny 1995, spolu s dalšími překladateli)
- Zoé Valdésová: Každý den nic, román (La nada cotidiana; Praha, Mladá fronta 2001)

### Rozhlasové dramaturgie
- 1991 – Julien Gracq: Balkon v lese
- 1996 – Alejo Carpentier: Ztracené kroky
- 1997 – Joseph Bédier: Román o Tristanovi a Izoldě
- 1998 – Franz Kafka: Proces
- 1999 – Marcel Proust: Swannova láska

## Ocenění díla
- 2004 – Mimořádná tvůrčí odměna v rámci Ceny Josefa Jungmanna za překlad knihy Javiera Maríase Srdce tak bílé
- 2009 – Tvůrčí odměna v rámci Ceny Josefa Jungmanna za překlad knihy Javiera Maríase Černá záda času
- 2014 – Řád Isabely Kastilské za šíření povědomí o španělské kultuře v České republice a prohloubení kulturních vztahů mezi oběma zeměmi. Dne 4. dubna 2014 jí jej předal velvyslanec Španělského království v Praze Pascual Navarro Ríos.[1][2]
- 2015 – Tvůrčí prémie v rámci Ceny Josefa Jungmanna za překlad knihy Javiera Maríase Zamilovanosti
- 2020 – Státní cena za překladatelské dílo za dosavadní překladatelské dílo v oblasti překladu literárních děl[3]